# Somersault (Chicane)
Somersault is het derde studioalbum van de Britse danceartiest Chicane. Het album werd uitgebracht op 23 juli 2007 en telt 10 nummers.
Er zijn twee nummers van het album uitgebracht als single. De nummers "Arizona" en "Spirit" zijn afkomstig van het vorige album Easy to Assemble. Dat album werd door problemen bij de platenmaatschappij en piraterij echter nooit gepubliceerd. Chicane besloot het album dit keer zelf te financieren en uit te brengen op zijn eigen label Modena Records.
In het Verenigd Koninkrijk bereikte het album de 45e plek en in de Britse Dance Albums-hitlijsten zelfs de tiende plek.

## Nummers
Het album bevat de volgende nummers:
| 1.                 | Stoned in Love    | Tom Jones | 5:02 |
| 2.                 | U R Always        |           | 5:25 |
| 3.                 | Come Tomorrow     |           | 4:47 |
| 4.                 | Nothing           |           | 4:09 |
| 5.                 | Arizona Pt 2      |           | 3:01 |
| 6.                 | Spirit            | Jewel     | 4:38 |
| 7.                 | Turning Corners   |           | 3:58 |
| 8.                 | Far Away from You |           | 3:48 |
| 9.                 | Way I'm Feelin'   |           | 4:52 |
| 10.                | Time of Your Life |           | 2:33 |
| Totale duur: 42:13 |                   |           |      |

## Medewerkers
- Nick Bracegirdle – componist, producent
- Tom Jones, Jewel - vocalisten